# Хронология среднего палеолита
Хронология среднего палеолита содержит сведения о важнейших археологических и антропологических находках, а также о геологических и климатических этапах, за период примерно 300—50 тыс. лет назад.
Указание «тысяч лет назад» в таблице опускается. При этом пометка «около» означает возможный разброс дат для одного события (которое располагается в списке, как правило, по наиболее поздней дате), а «между» означает промежуток, включающий в себя несколько однородных событий.
Крупным шрифтом отмечены важнейшие геологические, палеоклиматические и генетические сведения.

## Около 300—200 тыс.
- 300—243 — Стадия MIS 8.
- Около 300 — Переход к индустрии Mode 3 от Mode 2 (от ашеля к мустье) в Африке. Существует гипотеза, что она связана с Homo helmei[1].
- Около 300—200 — Переход от архантропов к палеоантропам (по Ю. И. Семёнову)[2].
- 300—250 — Амудийская культура на Ближнем Востоке, теперь рассматривается как часть мугарской (слои Ябруд I, Адлун, Табун, пещера Зуттийе)[3].
- 300—250 — Датировка Диринг-Юряха (самаровское оледенение)[4].

- Около 300 (?) — Череп из Кабве (ранее Брокен-Хилл, Замбия). Первоначально классифицирован как родезийский человек, но сейчас его относят к Homo heidelbergensis[5].
- Около 300 — Местонахождения Дубоссары I и Погребы I (Молдова)[6].
- Около 300 — Местонахождение Михайловское на нижнем Доне[7].
- Около 300 — Стоянка Исимила (Танзания)[8].
- Около 300—200 — Третья фаза Чжоукоудянь.[9]

- Между 284—235 — Формация Каптурин (к западу от оз. Баринго, Кения), этап К4, ряд находок орудий (переход от ашеля к леваллуа)[10].
- Около 286—276 — Находки в пещере Вондерверк: индустрия форсмит (англ. Fauresmith)[11].
- Около 300—270 — Череп KNM-ER 3884 и фрагменты KNM-ER 999 из Кооби-Фора, возможно, современного типа[12].
- Около 265 — Стоянка у водопада Каламбо (Замбия). Орудия, близкие индустрии Лупембе[13].
- Около 265 — Находки орудий Mode 3 из пещеры Твин-Риверс (англ. Twin Rivers, Замбия), близкие лупембской индустрии[14].
- Около 260 — Череп вероятного сапиенса из Флорисбада (ЮАР), иногда классифицируют как Homo helmei[15].
- Около 254 — Находки сангойских орудий в Бете I (Кот д’Ивуар)[16].
- Около 250 — Неандертальские черепа Саккопасторе (Италия)[17]
- Около 300—250 — Находки в Гарба III (Эфиопия)[18].
- Около 300—250 — Останки, вероятно, Homo heidelbergensis из Мелка-Кунтуре (Эфиопия), Гарба IV[19].
- Около 400—250 — Череп из Ндуту (Танзания)[20].
- Более 250 — Останки, вероятно, Homo heidelbergensis из Кебитат (Марокко)[21]
- Более 250 — Палеоантроп из Сиди-Абдеррахман (Марокко).[22].

- Между 250—150 — Начало среднего палеолита (раннемустьерская индустрия) на Ближнем Востоке (тип Табун D)[23].

- 243-191 — Стадия MIS 7.
- Около 235 — Находки у Гадемотты (близ оз. Зивай[англ.], Эфиопия).[24]
- Ранее 230 — Появление неандертальцев.[25].
- Около 230 — Фрагмент останков из Эрингсдорфа (Германия) — самый ранний известный неандерталец.[26]
- Около 227 — Нижний уровень находок в пещере Бордер (горы Лебомбо).[27].
- Около 225 — Останки человека из Сванскомба[англ.] (Великобритания)[28].
- Около 300—220 — Местонахождение Холон (Ближний Восток)[29].
- Около 209 — Череп из Дали[англ.] (Шэньси)[30].
- Около 200 или 450 — Человек из Кон-дель-Араго[фр.], или «тевтавельский человек» (Франция)[31].

- Около 300—200 — Останки возможного сапиенса из Элийе-Спрингс[англ.] (Кения).[32]
- 300 или 200 — Человек из Штейнгейма (Германия).[33].
- 250 или 200 — Зубы и фрагменты челюсти из пещеры Понтневидд[англ.] (Северный Уэльс), близок неандертальцам[34].

Без точных дат:
- Миндель-рисс или ранний рисс — ранние слои стоянки Чонгок-ни в Корее[35].
- Куртакский комплекс в долине Енисея. Дата не вполне ясна[36].
- Торгалык А в Туве. Тобольское или начало самаровского времени[36].
- Гора Игетей I в Приангарье. Олонский и тарахайский пласты артефактов (домустьерских). Средний плейстоцен, дата неясна[37].
- (?) Кабалванская индустрия на Филиппинах[38].
- Средний плейстоцен — Формация Авайден Меса в долине Кагайян (о. Лусон, Филиппины), стоянки Ранчо Эспиноша, Ранчо Мадригал.[39]
- Средний плейстоцен — Предметы на террасе Кабенге р. Валоне (Валланер) на о. Сулавеси.[40]
- Средний плейстоцен — Череп из Хатхнора в долине р. Нармада (ранний архаичный сапиенс)[41].
- (??) Средний и, возможно, нижний плейстоцен. Япония, памятники Бабадана, Задзараги, Накамино[42]. Данные отвергаются, см. Японская палеолитическая мистификация[англ.]

## Около 200—130 тыс.
- 200-125 — Традиционная датировка периода рисс.[43] Соответствует заальскому, уолстонскому, среднерусскому (днепровскому (MIS 8 = около 260) + одинцовскому межледниковью + московскому (MIS 6 = около 150) оледенениям (московское = стадии варта)). В Сибири — Бахтинский надгоризонт, разделяемый на Самаровский (R1 = MIS 8), Ангальский (R1-2) и Тазовский (R2) горизонты (тазовский датируется 170—140[44]).
- Около 200 — Начало среднего палеолита в Европе[45].
- Около 200—160 — Древнейшие бесспорные останки людей современного типа (подвид человек Идалту) из Восточной Африки, останки из Омо[англ.]: (Омо-Кибиш[англ.] — 195 тыс., Херто в формации Бури[англ.]) — 160 тыс.[46].
- Около 200 — Останки из Нгалоба (LH 18, то есть летольский гоминид 18, Танзания), вероятно сапиенс.[47]
- Около 200 — Гоминид из Цзиньнюшань англ. Jinniushan (или англ. Jinniu Shan, кит. «Гора золотого быка», Ляонин) (архаичный сапиенс, денисовский человек).[48]
- Около 200 — Материалы 5-й почвы Каратау I (Таджикистан).[49]

- 191-130 — MIS 6.[50]
- Около 190 или ранее — Челюсть эректуса из Хэсянь (англ. Hexian, Аньхой, Китай).[51]
- Около 220—180 — Артефакты с острова Саи (течение Нила в Судане), тип Mode 3, близкие сангойской индустрии.[52]
- Между 180-50 — Ябрудские комплексы (Ближний Восток). Выделяют в ней типы мустье[53].
- Около 240—177 — Фрагменты останков из пещеры Мумбва (Замбия).[54]
- Около 177 — Фрагмент останков из пещеры Твин-Риверс.[55]
- Около 175 — Стоянка с останками индивида, близкого неандертальцам, в Биаш-Сен-Ваас (фр. Biache-St. Vaast, регион Па-де-Кале, Франция).[56]
- Около 224—170 — Денисова пещера на Алтае, остатки гоминин[57].
- Около 166 — Останки архаичного сапиенса (возможно, денисовский человек) из Одаи (Тамилнад)[58].
- Около 210—160 — Стоянка Динцунь (англ. Dingcun, Шаньси)[59].
- Около 160 — Находки орудий в Дуйнфонтейне (близ Кейптауна).[60]
- Около 200—150 (?) — Ряд памятников Казахстана[61].
- Более 150 — Останки вероятного сапиенса из Илерет (Кения).[62]

- Рисс II (около 150) — пещера Лазарет[англ.]) (Франция). Строение в ней. Черепа волка[63].
- Около 150 — Фрагменты черепов неандертальца из Фонтешевада[фр.] (Зап. Франция)/[64]
- Между 150-30 — Памятники среднего палеолита Индии.[65]
- Между 140/130 — 90/85 — Индустрия мустье на Ближнем Востоке.[66]
- Около 250—130 — Находки гоминидов из Дадуна (англ. Dadong.[67]
- Около 190—130 — Человек из Джебель-Ирхуд (Марокко). Ранее рассматривался как типичный неандерталец[68]. Теперь относят к современному типу[69] (см. WP). Датировка 190—130 тыс.[70]
- Около 132 — Человек из Альтамуры[англ.] (Альтамура, юго-восточная Италия) — архаичный неандерталец[71]
- Более 130 — Останки вероятного сапиенса из Синга (Судан) и близ озера Эяси (англ. Eyasi) (Танзания).[72]
- Около 151—126 — Находка неандертальца и ашельских артефактов в Ле-Суар (фр. Le Suard, Шарант, Франция).[73]

Без точных дат:
- Среднеашельские индустрии рисса во Франции (Коммона, Каньи). Появление леваллуазской техники в Европе[74]. В начале рисса во Франции существуют наряду с ашельской тейякская, эвеноская и премустьерская индустрии.[75] Также выделяют лангедокскую индустрию Юго-Западной Франции[76].
- Рисс — клэктонские индустрии Европы смещаются во Францию и Италию. Поздний клэктон перерастает в шарант (Тейяк).[77]
- Рисс — распространение во Франции индустрии тейяк (Ля Микок, Кон-дель-Араго). Лишена черт леваллуа[78].[79]
- Рисс — тейякские индустрии на Ближнем Востоке (Рас-Бейрут IIIb-IIIс, Умм-Катафа E-G)[80].
- Рисс — в Индии «поздний соан»[81].
- Днепровское оледенение (вероятно) — коллекция ашеля у хут. Хрящи[82].
- Стадии OIS 6 и 5 — Местонахождение Ля-Котт-де-Сен-Брелад (фр. La Cotte de St. Brelade, остров Джерси).[83]
- (?) Памятники из оазиса Харга (Западный Египет)[84].

## Около 130-70 тыс.
- 130-71 — Период MIS 5.
- 128-116 — Эемское межледниковье в узком смысле (климатический оптимум, период MIS 5e). Повышение уровня моря[85]. Леса в Северной Европе[86]. В Европе сохранялась субтропическая фауна[87].
- 125-75/70 — Период рисс-вюрм (традиционная датировка). Ему соответствует эемское, ипсвичское, микулинское, казанцевское межледниковья[88]. Соответствует MIS 5[89]. Карангатская трансгрессия Чёрного моря[90].
- 125-115 — Пелукианская трансгрессия Берингова моря[91].

- Около 130 — Черепа неандертальцев из Крапины (близ города Крапина, Хорватия) (не менее 24 индивидов[92]) с признаками каннибализма[93].
- Около 125 — Находки ашельских орудий у оз. Шати (Южная Ливия) — древнейшие для этой части Сахары.[94]
- 126 — Серия зубов из пещеры Сельунгур (Узбекистан)[95].
- Около 125 — Артефакты на берегу Красного моря (Эритрея).[96]
- Около 125 — среднепалеолитические находки из Дидваны (Индия).[97]
- Около 125 — Находки в Жаньцзялукоу (англ. Ranjialukou, Три Ущелья)[98].
- Около 120 — Стоянка Лахути I (Таджикистан).[99]
- Около 120 — Пещера Караин в Западной Турции.[100]
- 120-90 — Останки современных людей (24 скелета) из группы Схул-Кафзех (гора Кармел, Израиль).[101]. Однако предполагается (по генетическим данным), что последовал повторный исход людей из Африки на Ближний Восток.[102]
- Около 120 — Плохо сохранились останки неандертальца из Мабы[англ.] (Гуандун, Китай).[103]
- Около 117 — «Следы Евы[англ.]» в ЮАР.
- MIS 5e — Возникновение «нубийского комплекса» в долине Нила (Аркин 5, Тарамса 1 и 8), сменяющего сангойский и предшествующего хормузскому.[104]
- MIS 5e (около 130—116) — Находки в пещере Мумбва.[105]

- 116-105 — Период MIS 5d, похолодание.[106]
- Около 115 — находки «нубийского комплекса» в пещере Содмейн (горы Египта у Красного моря).[104]
- Около 115 — Останки сапиенса из пещер в устье р. Класиес[англ.][107].
- После 115, вероятно — Ранние находки в Хауа-Фтеах (Ливия).[108]
- Около 112 — Находки неандертальцев в Абри Буржуа-Делоне, Ла Шез[фр.] (фр. Bourgeois-Delaunay, Шарант, Франция).[109]
- Между 112—108 — Палеомагнитное явление Блейка[110].
- Около 140—110 — Памятник Чжоукоудянь XV.[111]
- Около 130—110 — Зубы из пещеры Мумба[англ.] (Танзания).[112]

- 105-94 — Период MIS 5c. Незначительное потепление.[106]
- Около 125—104 — Находки в Сюйцзяяо (англ. Xujiayao), включая останки возможного сапиенса.[98]
- Около 120—100 — Стоянка Шуйдунгоу (Ордос), хэтаоская культура[113].
- Около 130—100 — Стоянка Гановче (Чехия): останки неандертальцев и мустьерские (таубахские) артефакты.[114]
- Около 120—100 — Остатки 6 неандертальцев в Мула-Гуэрси (Франция).[115]
- Около 100 (?) — У неандертальцев возникает обычай захоронения.[116]
- Около 100 — Находки в Жура (англ. Zhoura, Марокко).[117]
- Между 100-40 — Среднепалеолитическая индустрия Бамбата (Зимбабве, Ботсвана), названа по пещере Бамбата в холмах Матопо, также местонахождения в пещерах Помонгве и Чангула (англ. Tshangula), стоянка Хами.[118]

- 94-84 — Период MIS 5b. Холодный и засушливый.[119]
- Около 94 — Останки архаичного сапиенса из Хуанлундуна (англ. Huanglongdong).[120]
- 94-18 — Остатки особей Homo floresiensis (пещера Лианг-Буа[англ.] на Флоресе).[121]
- Около 125-90 — Находки в Бир-Тарфави (Юго-Западный Египет) — период относительно влажного климата в Сахаре.[122]
- Около 90 — Ранние из останков сапиенса из пещеры Бордер[англ.] (ЮАР)[123].
- Начиная с 90 — Находки в пещере Роуз-Коттедж (англ. Rose Cottage, ЮАР).[124]
- Около 90 — Архаичные сапиенсы в Китае (Динцунь, Люцзян, Лайшуй).[125]
- 88-70 — Симпсоновская трансгрессия Берингова моря.[91]
- Около 85 — Отделение гаплогруппы L3.[126]
- Между 85-45 — Заселение пещеры Комб-Греналь близ реки Дордонь.[127]
- Около 85-65 — Находки стоянки Джи (англ. ≠Gi) в Ботсване.[128]
- Около 100-80 — Находки в Моссел-Бей (ЮАР).[129]
- Около 100-80 — Находки в Адума (долина Аваш). Орудия «индустрии адума» и фрагменты Homo sapiens.[130]
- Около 100-80 — Стоянка Шараоссогол (Ордос)[131].

- 84-70 — Период MIS 5а. Некоторое потепление.[104]
- 84-75 — Интерстадиал Оддераде.[132]

- 82 (?)-около 30 тыс. — Атерийская индустрия в Ливии.[133]
  - Около 82 — Находки атерийской индустрии (а также раковин) в Тафоральте (Марокко).[134]
- Около 80 — Пещера неандертальцев Регурду[фр.] (Дордонь).[135]
- Около 80-60 (вероятно, около 77) — Находки в пещере Бломбос) (ЮАР), изделия из кости и охра[136].
- Около 80-60 — Находки уровня 9 в Пещере очагов (англ. Cave of Hearths) (Макапансгат[англ.], ЮАР).[137]
- Между 77-38 — Пещера Сибуду в ЮАР.[138]
- Около 75 — Артефакты в Малайзии, ассоциируемые с людьми современного типа.[139]
- Около 74 — Извержение вулкана Тоба на Суматре. «Вулканическая зима» длилась около 6 лет.[140]
- Около 72-71 — Стилбейская индустрия (ЮАР).[141]
- 51,8±4,5 или 54,7±5,5 тыс. лет — Черепная коробка достоверного представителя Homo sapiens, найденная в карстовой пещере Манот (Израиль)

Без точных дат:
- Около 128—74 — Находки останков на берегу залива Салданья, известные как «морской урожай» (англ. Sea Harvest).[142]
- Рисс-вюрм — Стоянка Леринген (Германия). Найдено копье между ребрами скелета слона[143].
- Рисс-вюрм — Стоянка Киссуфим (Ближний Восток) с техникой леваллуа; Табун G с тейякским вариантом; появление ябрудийских комплексов[144].
- Рисс-вюрм — Стоянка Сухая Мечетка (Волгоград), мустье[145], то же время — стоянка Хотылево (близ Брянска)[146].
- Рисс-вюрм — ашель из Кударо I и III и Цонской пещеры[147].
- Ряд других ашельских памятников Средней Азии точно не датируется.[148]

- Конец рисс-вюрма — ранние памятники мустье Крыма (Заскальная V и VI), выделяемые в белогорскую культуру. Там костные останки[149].
- Рисс-вюрм или вюрм I — Тешик-Таш[150].
- В течение всего периода MIS 5 — находки в Унжоугоу (фр. Ounjougou, Мали).[151]
- В Корее период представлен Сокчан-ни 5, 6, Кульпхо I.[152]
- (??) Между 130-45 — Средний палеолит Японии: Бабадан А, Задзараги, Хонокика, Исикохара, Кояма, Накадзания[153]. Данные отвергаются, см. Японская палеолитическая мистификация[англ.]

## Около 70-50 тыс.
- 70-11 — Вюрмское оледенение[154]. Соответствует вислинскому (англ. Weichselian), девонскому, валдайскому и висконсинскому; в Сибири — Ермаковский (зырянский) (W1), Каргинский (англ. Karaginsky) (W2) и Сартанский (W3) горизонты. Валдайское делят на калининское и осташковское, разделенные молого-шекснинским межледниковьем[155]. В вислинском три стадии.
- 75/70 — 47/45 — Период вюрм I (традиционная дата). В Сибири 70-50 — нижнезырянско-ермаковский горизонт[156]. В классической французской схеме мустье — это вюрм I[157].
- 75/70 — 40/35 — Позднее мустье, или поздний неоархеолит[158]. Мустье юго-запада Франции Ф. Борд классифицирует на «типичное мустье», «мустье с ашельской традицией[фр.]», «зубчатое мустье», «шарантское мустье» (фации кина[англ.] и ферраси[фр.])[159]. В Южной Франции и Испании выделяют васконьен[фр.], в Италии — мустье понтийского типа, а в других областях — микокские индустрии[160]. Много памятников на Русской равнине (выделяют 6 зон). Существует классификация на шесть культур: кинскую, шарантийскую (фации кин и ла-ферраси), таясийскую (Южная Франция и Северная Италия), микокскую (Германия, вплоть до Украины), таубахскую (Центральная Европа) и шательперронскую[116]. Кроме того, выделяют альтмюльскую (англ. Altmuhlian) индустрию[161].
- 71-57 — Период MIS 4[162]. Средняя температура на 5-7 градусов ниже современной[163].
- Между 70 и 62 — Тасмания соединена с материком.[164]
- После 70 — Исчезновение признаков людей в Восточной Сахаре из-за иссушения климата.[165]
- Около 75-70 — Находки неандертальцев из пещеры Складина (или Склайн, Бельгия), уровень 4А.[166]
- Около 70 — Находки неандертальцев из Ля-Ферраси (Перигор, Франция).[167]
- 70-55 — Ховисонс-портская индустрия (ЮАР).[168]
- Около 70-60 — Находки в формации Катанда у реки Семлики (ДР Конго), найден костяной гарпун.[169]

- 67-61 — Низкий уровень моря.[170]
- Около 65 — Находки неандертальцев в Ля-Кина (фр. La Quina, Шарант, Франция).[171]
- После 65 (?) — «вторая волна» колонизации неандертальцами Азии.[172]
- Между 65-50 (?) — Исход сапиенсов из Африки и колонизация ими Евразии.[173]
- Около 70-64 — Древнейшие находки в пещере Шанидар[174]. Шанидар и Биситун (Иран) объединяют в «загросское типичное мустье»[175].
- Около 63 тыс. — Стоянки Молодова I и V, ранний этап.[176]
- Около 61 — Жилища в Уан-Табу (Ливийская Сахара), с элементами «нубийского комплекса».[177]
- Около 90-60 — Неандертальская пещера Пеш-де-л’Азе (фр. Pech de l’Azé, Дордонь).[178]
- Около 80-60 — Зубы и фаланги около 10 индивидов из пещеры Келдерс (англ. Die Kelders, ЮАР).[179]
- Около 60 (?) — Разделение гаплогрупп M и N сапиенсов.[180]
- Около 60 — Погребение неандертальца Шанидар IV. Находки цветов.[181].
- Около 60 — Скелет неандертальца — «Старик из Ля-Шапелль-о-Сент» (Франция).[182]
- Около 60 — Находки в Назлет-Сафаха (Египет).[183]
- Около 60 — Изображения в пещере Дипклоф.[184]
- Около 60-48 — Находки неандертальцев в пещере Кебара (гора Кармел).[185]
- Около 60 (?) — Люди современного типа достигают Австралии[186] (при этом на Новой Гвинее нет находок ранее 40 тыс.[187], что вызвало гипотезу о заселении Австралии сперва с северо-запада, направления Явы).
- Около 60 (?) — Окаменелости озера Мунго, WLH 1 (Австралия)[188].

- Около 59 — Стоянка Зальцгиттер — Лебенштедт (Германия). Найден костяной кинжал.[189]
- 58-54 — Интерстадиал Оерел.[190]
- 57-29 — MIS 3.[191]
- Около 80-50 (вероятно, около 55) — Скелет ребёнка современного типа в Тарамса I (долина Нила)[192].
- 55 тыс. — Позднейшая дата для пещеры Табун.[193]
- 54-35 — Раннехвалынская трансгрессия.[194]
- Около 54 — Мустьерская стоянка Кунейтра, англ. Quneitra (близ Эль-Кунейтры, Голанские высоты).[195]
- Около 54 — Стоянка Тата (Венгрия, мустье). Пластина из зуба мамонта.[196]
- Около 53-27 — Черепа из Нгандонга (Ява), см. NG 6[англ.][197]. Слой нгандонг — более поздний, нежели джетис и тринил[38].
- Около 52 — Самые ранние бусы из Мумбы (Танзания).[198]
- Между 52-47 — Мустьерские памятники Кавказа (пещеры Кударо I, Ереван I).[199]
- Около 60-50 тыс. — Стоянки Малакунанья 2 и Наувалябила (Австралия).[200]
- 51-48 — Интерстадиал Глинде.[201]
- Между 51-40 — Массовое вымирание животных в Австралии.[202]

- 50-30 — Каргинское межледниковье Сибири.[203], или средневисконсинское, или MIS 3[204]
- Около 50 — Сапиенс из Люцзяна (англ. Liujiang).[205]
- Около 50 — Пещера Шуйчэн Сяохуэйдун (англ. Shuicheng Xiaohuidong).[98]
- Около 50-35 — Находки в пещере Синъян Чжицзидун (англ. Xingyang Zhijidong).[120]
- 49 тыс. — Пещера Драхенлох в Швейцарии, находки мустьерских орудий и останков пещерных медведей.[206]

Нет точных датировок:
- Вюрм I — Остатки около 10 жилищ в низовьях р. Дюране (Франция)[207].
- Вюрм — мустьерские находки в Бетово (Брянская область)[146].
- Вюрм — в Индии «развитой соан»[208].
- В Индии нет собственно мустье, выделяют «мустьероидные» памятники («соанское мустье», или «поздний соан»). Местонахождение Адиала в Пенджабе. Невасийская культура в Центр. Индии и на Индо-Гангской равнине[209].
- В Средней Азии своя классификация мустье[175]. В. А. Ранов выделяет четыре варианта[210].
- Белогорская культура мустье Крыма[211]. На Русской равнине выделяют молодовскую (бассейн Днестра) и стинковскую культуры, а также деснинско-полесский локальный вариант (однако большинство памятников внутри мустье не классифицировано)[212].
- В мустье Закавказья выделяют хостинскую, цуцхватскую, джурчульско-кударскую группы[213]. Есть данные о культе медведя[214].
- Во Вьетнаме культура Миэнг с некоторыми элементами мустье.[215]
- Выделены мустьерские памятники Монголии.[215]
- Мустье нет в Китае, его средний палеолит представлен индустриями Ташуйхэ, Гэцзыдун, Шанви, Чжоукоудянь-XV.[215]
- Неясна датировка стоянки Патжитан (патжитанская индустрия на Яве, англ. Pacitanian)[216].
- Примерно 130-40 — атерийское местонахождение Сеггедим (Нигер).[217]
- Примерно 130-40 — Индустрия Питерсбург, известная из Пещеры очагов, сближают с оранжской, Моссел-Бей, Стилбей и рядом других.[218]
- Примерно 130-40 — Индустрия Оранж (англ. Orangian), выделена по стоянкам Оранджия и, возможно, Роуз-Коттедж (ЮАР).[219]
- Около 82-43 — Фрагмент «неандертальской флейты» из пещеры Дивье-Бабе в Словении.[220]